# Xenomusa metallica
Xenomusa metallica är en fjärilsart som beskrevs av Lucas 1891. Xenomusa metallica ingår i släktet Xenomusa och familjen mätare. Inga underarter finns listade i Catalogue of Life.